# Voulaines-les-Templiers
Voulaines-les-Templiers – miejscowość i gmina we Francji, w regionie Burgundia-Franche-Comté, w departamencie Côte-d’Or.
Według danych na rok 1990 gminę zamieszkiwały 383 osoby, a gęstość zaludnienia wynosiła 17 osób/km² (wśród 2044 gmin Burgundii Voulaines-les-Templiers plasuje się na 543. miejscu pod względem liczby ludności, natomiast pod względem powierzchni na miejscu 358.).